# Leendert van der Meulen
Leendert van der Meulen (Badhoevedorp, 22 de noviembre de 1937–Voorhout, 2 de septiembre de 2015) fue un deportista neerlandés que compitió en ciclismo en la modalidad de pista. Ganó una medalla de oro en el Campeonato Mundial de Ciclismo en Pista de 1961, en la prueba de medio fondo.

## Medallero internacional
| Campeonato Mundial | Campeonato Mundial | Campeonato Mundial | Campeonato Mundial |
| Año                | Lugar              | Medalla            | Competición        |
| ------------------ | ------------------ | ------------------ | ------------------ |
| 1961               | Zúrich ( Suiza)    | Medalla de oro     | Medio fondo (A)    |